# Sisyra amazonica
Sisyra amazonica är en insektsart som beskrevs av Penny 1981. Sisyra amazonica ingår i släktet Sisyra och familjen svampdjurssländor. Inga underarter finns listade i Catalogue of Life.